# Jerel Ifil
Jerel Christoper Ifil (Wembley, 27 juni 1982) is een Engelse voetballer die bij voorkeur als verdediger speelt. Hij verruilde in november 2012 Boreham Wood voor Staines Town. Hij is de oudere broer van Philip Ifil.